# 君は永遠にそいつらより若い
『君は永遠にそいつらより若い』（きみはえいえんにそいつらよりわかい）は、津村記久子による小説。2005年に第21回太宰治賞を受賞した作品『マンイーター』を改題したもので、2005年11月1日にデビュー作として筑摩書房から刊行され、2009年5月11日に文庫化された。
2021年9月17日に映画版が公開された。

## あらすじ
ホリガイは、京都の大学の4回生。22歳、高身長。大学卒業を間近に控え、地元の県職員・児童福祉職への採用も決まり、大学と下宿、それにバイトを行き来する、少し手持ちぶさたな毎日を送っている。また、オカノや吉崎、穂峰、それに河北といった友人や知り合いとの交流の中で、「わたしが並外れて不器用なのは、わたしの魂のせいだ」という思いを持っている。
そんなある日、ゼミの飲み会で悪酔いして路上にへたり込んでいるアスミを自分の下宿に連れ帰ったことがきっかけとなって、同じ大学の女子学生イノギと出会うことになる。
ホリガイは、イノギと付き合っていく中で、なぜか聞いてほしくなり、小学校3年の時に男子に二人がかりで暴力でねじ伏せられた経験を話すと、イノギは「そこにおれんかったことが悔しいわ」と言ってくれた。
ホリガイのバイトの最終日、送別会の2次会の帰り際に歩道に転んでしまった後輩のヤスオカを仕方なく下宿まで連れて行く途中で、ホリガイを訪ねてきたイノギと会い、下宿に招き入れる。大の字になって寝てしまったヤスオカを放置してイノギと話し込み、その時初めてイノギの側頭部の傷痕や潰れた耳のことを知って、息を呑みそうになってしまう。
途中で、河北から電話があり、支離滅裂な話しぶりで、アスミが手首を深く切りすぎて血だらけで倒れ込んでるという。イノギに救急車を呼んでもらい、深夜一緒にタクシーで河北の家まで行くが、結局その後どうなったか確認できないままだった。後日、オカノからアスミがオカノの友人の病院に救急搬送されていたことを聞いて、アスミの無事と河北の話が作り話でなかったことに安心する。
イノギとは二人で鍋をつつくような仲になっていたが、「もうどうせこちらで誰とも出会わんのやったらわたしでええんちゃうかな」というイノギの言葉で、ホリガイにとってなくてはならない人に変わっていく幸福な初体験をする。
しばらくして、イノギは自分の頭の傷痕のことについて話し始める。自転車で帰宅中に後ろから車にぶつけられて廃車置き場に連れて行かれ、逃げ出そうとすると石で頭を殴られ、耳の上部と毛穴が潰れたこと、その後両親はイノギをもてあまして離婚し、祖母に預けられ育てられたことを。ホリガイは、かける言葉を見つけることができなかった。
後日、吉崎から連絡を受け、亡くなった穂峰の下宿が引き上げられることになり、形見分けをするからと、吉崎と一緒に穂峰のアパートに行った時に、発見された穂峰の遺書を見せられる。遺書は、あっさりした文面だったが、その最後には「下の階の翔吾君にもよろしく」とあった。
ホリガイは下の階の不穏な様子を思い出し、インターホンを連打したが返事はなく、吉崎の制止を振り切り、穂峰の部屋のベランダから下の階のベランダに着地してガラスを割って侵入した。真っ暗で湿気と悪臭の立ち込める部屋の中を探していると、汚れた薄手のブランケットから骨ばった子供の手が現れた。その子を抱きかかえて救急車を呼び、そのままアパートを去り、次の日の早朝に下宿を引き上げた。
翔吾君の部屋に入ろうとしていた時にイノギから、これから1時間だけ会えないかというメールがあった。下宿に帰ってから、卒業式の日に会おうと返信したが返事はなく、卒業式の前日に、休学して既に実家に帰っていると連絡があった。あの日に会えなかったことを詫びたが、ホリガイが常につかまる人とは思ってなかったから別にいいと失望させてしまったかもしれない返事が来る。
約半年後、京都から追っ手が来ることもなく、ホリガイは地元で新人らしく、いろいろなものを見聞きし憔悴しながらも、懸命に仕事をしている。河北とアスミは結婚することになり、2次会で吉崎やヒサマから翔吾が児童養護施設に入って、少しずつ元気になってきている話を聞く。
今、ホリガイは、イノギのいる和歌山の沖ノ島に向かうフェリーに乗っている。あの時そこにいることができなかったことを悔やみ、彼女に起こったことを示すものとして見つけた自転車の鍵を持って。
そういえば、昔テレビで見た未解決の少年失踪事件のあの子の18歳の誕生日が昨日だったことを思い出し、様々なことを考える中で、ホリガイは思う。「君を侵害する連中は年を取って弱っていくが、君は永遠にそいつらより若い」 
「会えるのを楽しみにしてるよ」とイノギからの着信があった。

## 登場人物
※作品の中で使用されている名前を記載し、何種類か使用されているものは（　）内に記載。

### 束谷大学関係
ホリガイ（堀貝佐世）
文学部・社会学科4回生。大学卒業を間近に控え、地元の県職員・児童福祉職への採用も決まっている。
ロックと女子のアイドルが好き。お人好しだけど不器用。童貞の女、「ポチョムキン」などと自虐している。
イノギ（猪乃木楠子）
哲学科3回生。中学生になって間もない時に痛ましい経験がある。ホリガイとは特別な結びつきを持つ。
吉崎
ホリガイの友人。最後に話をした穂峰が、次の日に自ら命を絶ったことで自分を責めている。
自分の彼女にちょっかいを出した河北には良い感情を持っていない。
穂峰（ホミネ）
山形出身。下の階のネグレクトを受けていた子供を気にかけていた。
自ら命を絶ってしまう。ホリガイの中では、彼は特別な位置を占めていた。
河北（カバキ、シュウ、河北修一郎）
大学を辞め起業している。大学を辞めた後もよくゼミの飲み会には来ている。アスミと付き合っている。
映画版には登場しない（ゼミの飲み会でホリガイに嫌がらせをする、河北らしき人物〈役名は三浦〉は少しだけ登場する）。
アスミ
外部の聴講生。ゼミの2次会で酔いつぶれ、ホリガイが自分の下宿に連れ帰る。リストカットの傷痕がある。
映画版ではホリガイとイノギさんの出会う教室で、彼氏（河北ではない）と揉め、リストカットしようとする場面のみ登場する。
オカノ（岡野百合子）
ホリガイの友人。酒好き。ホリガイの散らかった部屋を「地獄」と評する。
映画版では「岡野あかり」として登場し、ホリガイとイノギとの出会いのきっかけを作る。
ヒサマ
吉崎の彼女。その後の翔吾君のことを気にかけ、吉崎と一緒に施設に面会に行ってくれている。映画版には登場しない。

### ホリガイのバイト関係
ヤスオカ
バイト（酒造工場の検品）の後輩。東京出身。大阪の工業系の大学1年生。映画版では「安田」として登場する。役割は小説とほぼ同じ。
八木
バイト先の班の男性の主任。面倒見のよい人格者。ホリガイが好意を持っている。
ヨコヤマ
バイト先の女性事務員。ヤスオカが食事に誘って断られる。映画版には登場しない。

### その他
翔吾
穂峰のアパートの下の階で虐待を受けていた子供。ホリガイに救出される。
あさの
ゼミのOBの知り合いで飲み会に参加する。一流家電メーカーの研究職。ホリガイが好意を持つ。映画版には登場しない。

## 書誌情報
1. 君は永遠にそいつらより若い（2005年11月1日、筑摩書房、ISBN 978-4-480-80394-8）
2. 君は永遠にそいつらより若い（2009年5月11日、ちくま文庫、ISBN 978-4-480-42612-3）

## 映画
2021年9月17日に公開された。監督は吉野竜平、主演は佐久間由衣、 奈緒が共演 。PG12指定。津村記久子の作品としては初の映画化作品となる。
キャッチコピーは「その言葉でじゅうぶんだと思う。」。
第33回東京国際映画祭の「TOKYOプレミア2020」にて、2020年11月1日及び11月3日にワールドプレミア上映が行われた。
11月1日に行われたEX THEATER ROPPONGIでの上映では、キャストの佐久間由衣と奈緒、監督の吉野が舞台挨拶に登壇し、11月3日のTOHOシネマズ六本木ヒルズでの上映後には、監督の吉野の舞台挨拶とQ＆Aが開催された。
また、2021年香港国際映画祭Fantastic Beats部門で、2021年4月9日と11日に上映された。本作初の海外上映となる。

### 製作
監督の吉野は映画化にあたって「内へ内へと向かって悩んでいた主人公が、様々な人との出会いや出来事を経て、最後は外へと向かって爆発する行動を起こします。欠落感を抱えたまま、他者や社会とどう関わって生きていくのか──。『ありのままでいいんだよ』みたいな無責任な言葉ではない、自分なりのメッセージを主人公の姿に託しました」と本作に込めた思いを語っている。
また、映画の公開日決定に伴い、作者の津村が「今映画という形になって、自分が描きたかった堀貝佐世の鷹揚さは、確かに誰かの支えになるものだと、改めて信頼させてもらえたように感じました。自分自身の物語に囚われすぎず、簡単に誰かの苦しみや使命を共有してしまう堀貝や吉崎の姿は、自分が小説を書き始めた頃から今まで、一貫して描きたいと願ってきたおおらかな人間の姿で、わたしが常に誰かに見出したいと思っている態度の具現でもありました」とコメントしている。

### キャスト

#### 主要人物
堀貝佐世（ほりがい さよ）〈22〉
演 - 佐久間由衣
束谷大学文学部・社会学科4年。和歌山県紀の川市出身。
身長170センチメートル超え、22歳の処女。変わり者扱いされているが、さほど自覚はない。
卒業後の勤務先は田辺市にある児童相談所。
猪乃木楠子（いのぎ くすこ）〈21〉
演 - 奈緒 （13歳時：鴫原凜）
束谷大学文学部・哲学科3年。出身地（岡山市→事件後に香川県小豆島）
過去に痛ましい経験を持つ。堀貝とは独特な関係を築いていく。
大学を休学して小豆島の実家に帰ることになり、堀貝が訪ねていく。
吉崎壮馬（よしざき そうま）〈22〉
演 - 小日向星一
束谷大学文学部・社会学科4年。東京都八王子市出身。
堀貝と穂峰の2人が繋がるきっかけとなる友人。ヨッシーと呼ばれている。
最後に話をした穂峰が、次の日に自ら命を絶ったことで自分を責めている。
穂峰直（ほみね なお）〈22〉
演 - 笠松将
束谷大学文学部・文学科4年。島根県出身。
自ら命を絶っている。バイク事故と思われていたが、吉崎が島根での告別式に行って知った。
ゼミの飲み会の後、堀貝が冗談めかして求婚し、穂峰もやはり冗談交じりにOKしている。
発見された遺書の最後に「下の階の翔吾君にもよろしく」と書き残している。
岡野あかり（おかの あかり）〈22〉
演 - 森田想
束谷大学文学部・哲学科4年。東京都町田市出身。
堀貝の気の置けない女友達。原作のオカノ、岡野百合子にあたる。
堀貝と猪乃木が出会うきっかけを作る。
安田貴一（やすだ きいち）〈20〉
演 - 葵揚
堀貝のバイト（酒造工場の検品ライン）の後輩。原作のヤスオカにあたる。

#### 大学関係者
杉田千鶴〈40〉
演 - 馬渕英里何
大学の講師。「三年生向け就活対策マナー講習」を受け持つ。
事情を知らずに、不潔な印象を与えないように猪乃木の下ろした髪をまとめるよう指導をする。
アスミ
演 - 吉永アユリ
堀貝や猪乃木もいる教室で、彼氏と揉めてカッターで手首を切り死のうとする。
三浦
演 - 増田朋弥
ゼミの飲み会で堀貝に嫌みを言い、執拗にからみながら枝豆を堀貝の胸元に何度も投げつける。
堀貝の同級生
演 - たける（東京ホテイソン）
ゼミの飲み会で堀貝の隣にいる。
ゼミ長
演 - 竹内一希（まんじゅう大帝国）
ゼミの飲み会を仕切る。

#### 堀貝の職場関係者
八木圭介〈48〉
演 - 坂田聡
堀貝のバイト先の上司。
江藤敏光〈42〉
演 - 宇野祥平
堀貝の卒業後の職場の上司。堀貝と一緒に児童の安否確認のため、対象世帯を訪問する。

#### 穂峰直の関係者
穂峰俊〈17〉
演 - 小林喜日
穂峰直の弟。兄の告別式に来た吉崎に最後に兄と話した時のことを尋ねる。
大内翔吾〈8〉
演 - 藤原陽人
穂峰直のマンションの下の階の住人。親にネグレクトされており、穂峰直が最後まで気にかけていた。
上の階のベランダから飛び降り、ガラスを割って部屋に入った堀貝に救出される。

#### 猪乃木の関係者
小学生の女子（ショートカット）
演 - 森山のえる
中学生の猪乃木が暴行を受けて、河川敷に血まみれで倒れていたのを発見する。
猪乃木に近づき、生きているのを確認すると、もう一人の女子に先生を呼んできてと頼む。
小学生の女子（ロングヘア）
演 - 安藤千織
元来た道を駆け上って学校に先生を呼びに行き、猪乃木を助けようとする。

#### 行方不明の男児
中上明〈4〉
演 - 荒川剛佑
ザリガ二釣りの帰り道で、父親が目を離した数十秒の隙に行方不明になってしまう。
生きていれば現在は17歳になっている。

#### その他
演 - 赤城龍一、尾崎大陸、犬飼直紀、竹内健史、鈴木伸、大治幸雄（ペテカン）

### スタッフ
- 原作 - 津村記久子『君は永遠にそいつらより若い』（ちくま文庫）
- 監督・脚本 - 吉野竜平
- 主題歌 - 小谷美紗子「眠れない」
- プロデューサー - 深谷好隆
- 助監督 - 二宮崇
- 撮影 - 平井英二郎
- 照明 - 友野雄作
- 美術 - 小林楽子
- 録音・整音 - 吉方淳二
- 音楽 - 加藤久貴
- スタイリスト - 中村絢、ヤマダタカノブ
- ヘアメイク - 菅原美和子
- 製作担当 - 久保田辰也、渡邊翔太
- アシスタントプロデューサー - 志家千春、阿部瑶子
- 宣伝プロデューサー - 和田有啓
- 助成 - 文化庁文化芸術振興費補助金（映画創造活動支援事業）独立行政法人日本芸術文化振興会
- 企画協力 - 筑摩書房
- 配給 - Atemo
- 配給協力 - アーク・フィルムズ
- 制作プロダクション - トリックスターエンターテインメント
- 製作統括 - トリックスターエンターテインメント
- 製作 - 「君は永遠にそいつらより若い」製作委員会（読売新聞社、トリックスターエンターテインメント、キョードーグループ、オセアグループ、博報堂DYミュージック&ピクチャーズ）

### 原作からの主な変更点
- 舞台が原作の京都[24]から東京に変更されている。
- 原作での主要人物のうち、河北が登場しない（アスミが教室でリストカットしようとする場面はあり、彼女を抑えようとする新井という彼氏は登場するが[注 22]、原作に描かれているアスミと河北のような深い関係性や河北と揉めたアスミが深く手首を切り、堀貝と猪乃木がその騒ぎに巻き込まれて救急車を呼んで現場に駆けつける場面などが描かれていない）。
- 堀貝が猪乃木と出会うきっかけが原作では、河北が「アスミのかわりにノートを取ってきてくれ」と堀貝に頼む場面[25]が、岡野が「30枚の卒論のテーマのアンケートと引き替えに西洋哲学史（9時からの1限）のノートを取ってきてくれ」と堀貝に言う場面に置き換わっている。
- 堀貝の卒論のテーマが、原作では「中国系映画監督と日本の女子の結婚観[26]」だが、「育った環境と将来成功するためのビジョンの関係」となっている。
- 堀貝（原作では不明→和歌山）、猪乃木（原作では和歌山[14]→岡山、途中で小豆島に引っ越す）、穂峰（原作では山形[27]→島根）の出身地が変更されている。
- 堀貝が児童福祉司として対象世帯に少女の安否確認をする場面は原作では描かれていない[注 23]。